# Pyla (Zypern)
Pyla (griechisch Πύλα, türkisch Pile) ist eine Gemeinde im Bezirk Larnaka in der Republik Zypern. Zum Zeitpunkt der Volkszählung im Jahr 2021 hatte sie 3869 Einwohner.

## Geographie

### Lage

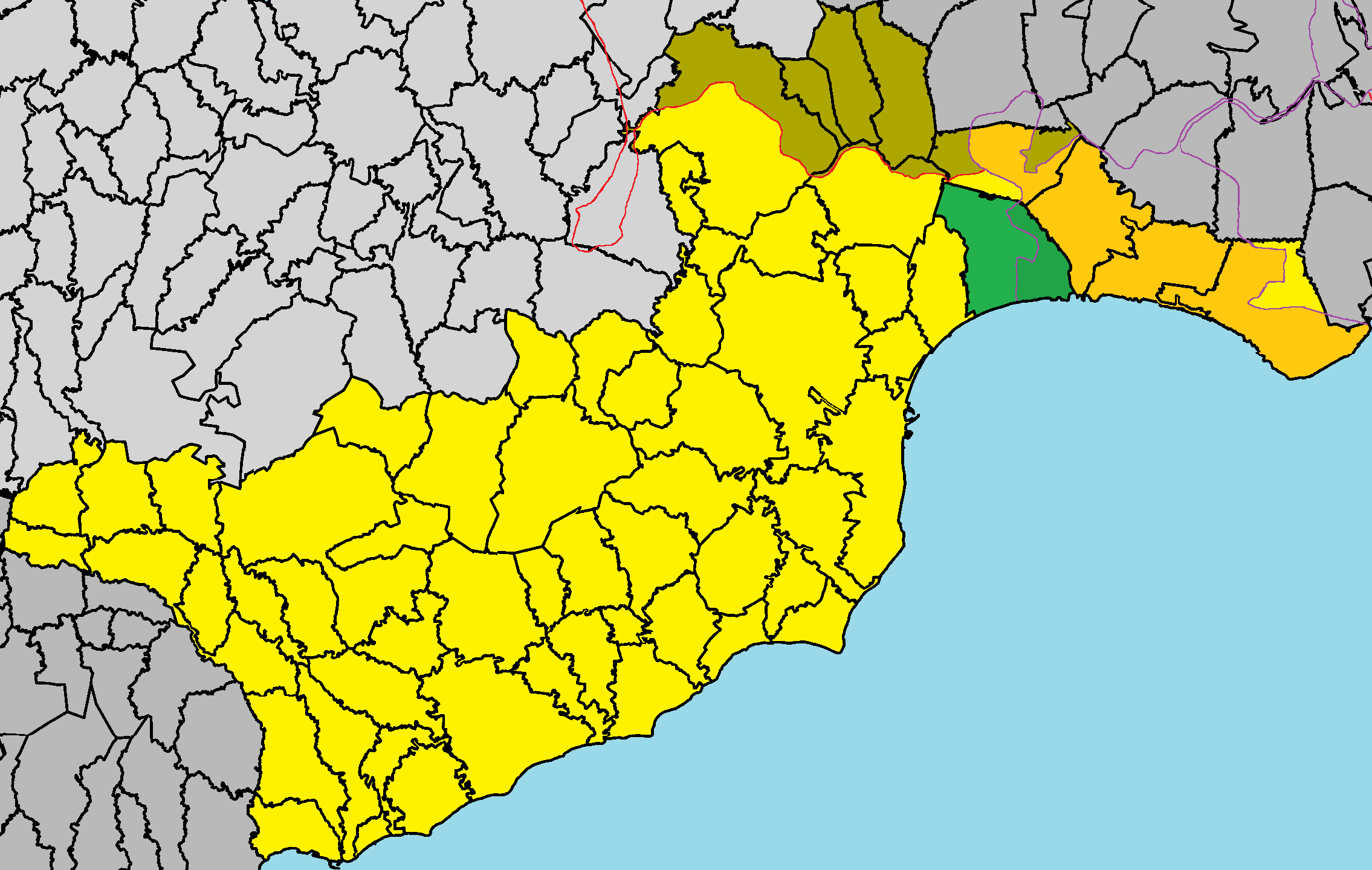
Lage der Gemeinde im Bezirk Larnaka

Pyla liegt im Südosten der Insel Zypern, etwa 33 km südöstlich der Hauptstadt Nikosia, 8 km nordöstlich von Larnaka und 28 km westlich von Agia Napa. 
Der eigentliche Ort befindet sich in der Nähe zur Küste zum Mittelmeer an der Bucht von Larnaka. Dabei liegt ein Teil des Ortes in der Pufferzone zu Nordzypern und ein Teil an der Küste. Ein weiterer, unbesiedelter Teil des Gemeindegebiets liegt auf dem Gebiet der britischen Militärbasis Dhekelia. Östlich des Orts liegt der Flugplatz Kingsfield innerhalb des Militärgebiets.
Orte in der Umgebung sind Pergamos im Norden, Xylotymbou und Ormidia als zyprische Exklaven im britischen Militärgebiet im Osten, Livadia und Larnaka im Südwesten sowie Oroklini im Westen.

### Topographie
Die Gemeinde liegt auf durchschnittlich 60 Metern Höhe und umfasst eine Fläche von 28,4 km². Das Gelände ist leicht hügelig und erreicht im Norden bis zu 180 m Höhe, während es im Süden zur Küste hin abfällt. Die durchschnittliche jährliche Niederschlagsmenge ist mit etwa 320 Millimetern eher gering.

## Geschichte

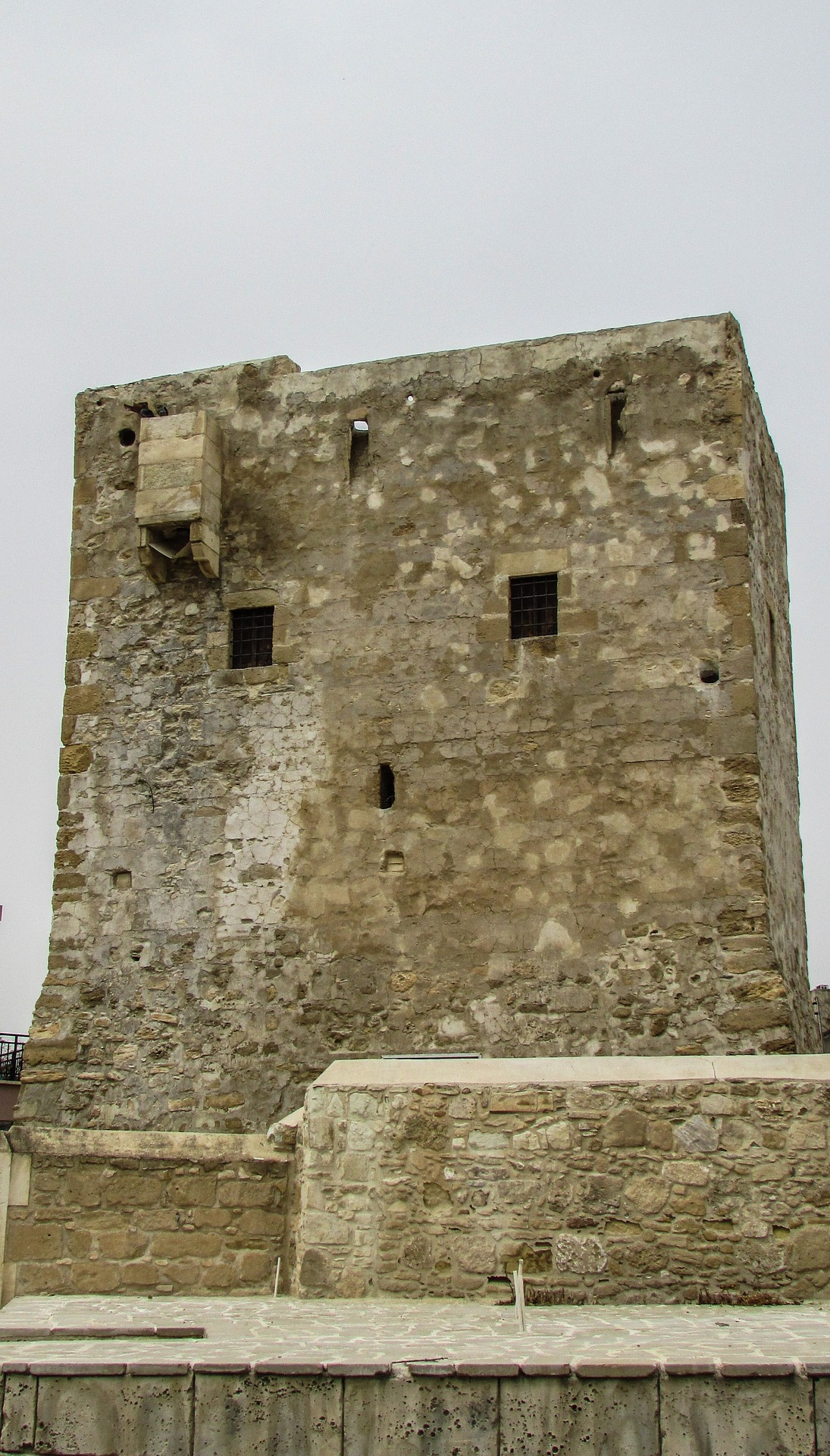
Venezianischer Turm von Pyla

Das Gebiet der Gemeinde ist wohl seit der Antike und insbesondere in der Früh- und Mittelbronzezeit (2400–1700 v. Chr.) bewohnt gewesen, wie verschiedene archäologische Ausgrabungen in der Umgebung zeigen.
Die Ortschaft Pyla existiert spätestens seit dem Mittelalter, da sie auf zeitgenössischen Landkarten als Pila oder Pilla verzeichnet ist. Im Mittelalter stand Zypern als Königreich Zypern unter fränkischer Herrschaft. Da der Name „Pyla“ sich sehr wahrscheinlich von griechisch πύλη Pyli, deutsch ‚Pforte/Eingang‘ ableitet, ist es möglich, dass die Siedlung bereits zu byzantinischer Zeit bestand. Dieser Namensursprung könnte auf die Lage von Pyla am Zugang zu einer Hügelkette, die sich zur Mesaoria-Ebene hin öffnet, zurückzuführen sein.
Die strategisch wichtige Lage und die schwer zu verteidigende flache Küste um die Bucht von Larnaka führten dazu, dass mehrere Wachtürme in der Gegend errichtet wurden. In Pyla wurde im Mittelalter ein Wachturm mit einer Hängebrücke oder einer Holztreppe gebaut und steht noch heute. Der Turm von Pyla und andere Türme wurden zur Überwachung des Gebiets um die Bucht von Larnaka genutzt. Als 1425 die Sarazenen das Gebiet angriffen, wurden auch Pyla und andere benachbarte Dörfer angegriffen.
Das einst als königlicher Besitz geltende Dorf ging später, insbesondere während der venezianischen Zeit, in den Besitz des Staates über und wurde 1570–71 von den Osmanen besetzt. Diese ließen sich im Dorf nieder, ohne jedoch die griechischen Bewohner zu vertreiben. So erhielt das Dorf eine gemischte Bevölkerung aus Zyperngriechen und Zyperntürken.

## Bevölkerungsentwicklung
| Jahr              | 1881 | 1891 | 1901 | 1911 | 1921 | 1931 | 1946 | 1960 | 1973 | 1976 | 1982 | 2001 | 2011 | 2021 |
| Einwohner         | 378  | 450  | 485  | 556  | 604  | 698  | 866  | 961  | 1074 | 679  | 812  | 1334 | 2771 | 3869 |
| Quelle: 1881–2001 |      |      |      |      |      |      |      |      |      |      |      |      |      |      |